# 钱周媛
钱周媛（韓語：전주원，1972年11月15日—），韩国篮球运动员、教练。她曾代表韩国参加1996年夏季奥运会和2000年夏季奥运会女子篮球比赛。她也参加了三届亚运会，共获得一金一银一铜。